# ラベガ

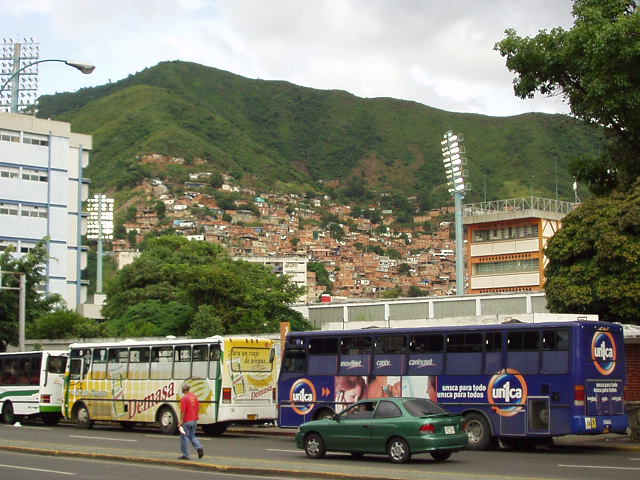
丘の中腹まで宅地化（2004年9月）

ラ・ベガ（La Vega）は、ベネズエラのカラカスにある地区で、行政上はリベルタドル市ラ・ベガ区にあたる。カラカスの中心からはグアイレ川を隔てて南にある。
背後に丘陵を背負い、グアイレ川に沿って細長く平地が伸びる。区域の北の端近くが古いラベガの町であったが、今ではカラカス市街に完全にのみこまれている。南西部にアンドレスベジョ・カトリック大学がある。
ラ・ベガは、植民地時代の17世紀にはインディオの村で、白人が住む対岸のカラカスと対になっていた。町の公式の設立は1668年。植民地時代にはサトウキビを栽培する農園がいくつか営まれ、当時の邸宅が3つ、今も残る。1807年にカラカスに編入された。